# Mikhail Bulgákov
Mikhail Afanásievitch Bulgákov (em russo:  Михаи́л Афана́сьевич Булга́ков; 15 de maio de 1891, Kiev – 10 de março de 1940, Moscou) foi um escritor e dramaturgo russo da primeira metade do século XX. Seus trabalhos mais conhecidos são o romance O Mestre e Margarida (publicado postumamente em 1966 e 1967) e a novela satírica Coração de Cão (1925, publicado na Rússia apenas em 1987), na qual critica o regime soviético.

## Biografia

### Vida na Ucrânia e carreira como médico
Mikhail Bulgakov nasceu em Kiev, na Ucrânia, à época sob domínio do Império Russo. Ele era o primogênito de Afanasiy Bulgakov (1859 - 1907), um professor da Academia Teológica de Kiyv, e Varvara Mikhailovna, antiga professora de um liceu para meninas. O casal teria outros seis filhos, Vera (em 1892), Nadezhda (em 1893), Varvara (em 1895), Nikolai (em 1898), Ivan (em 1900), and Yelena (em 1902).
Mikhail Bulgákov começou a faculdade de medicina em 1909, e se casou com Tatiana Lappa em 1913. Com o início da primeira guerra, ele começou a trabalhar em um hospital de campanha. Depois da sua formatura, em 1916, ele se voluntariou em hospitais da Cruz Vermelha. Esse tempo serviu de inspiração para várias obras do autor, inclusive seu Diário de um Médico de Campanha e Morfina.
Os irmãos mais novos de Bulgakov, Nikolai e Ivan, alistaram-se no Exército Branco, de caráter anti-revolucionário, e eventualmente emigraram para Paris. Mikhail, tendo se alistado como médico de campanha, trabalhou para governos sucessivos e serviu durante a guerra no Cáucaso. Nesse período ele também começou a trabalhar como jornalista.

### Mudança para Moscou e carreira como escritor
Em 1921, muda-se com Tatiana para Moscou onde começa a trabalhar no setor literário, no Glavpolitprosvet (Comitê Central de Educação Política). Em 1924, divorciado de sua primeira mulher, casa-se pela segunda vez, com Liubov Belozerskaia. Publica vários trabalhos durante a década de 1920, inclusive algumas de suas obras mais conhecidas, como Ovos Fatais (1924) Coração de Cachorro (1925). Em 1925, ele publicou seu romance Guarda Branca, uma história ficcionalizada de sua família e de seus irmãos no Exército Branco. Apesar do tema controverso, o romance foi serializado com grande sucesso, e, no ano seguinte, adaptado para o teatro com o nome Dias dos Turbin. A peça teria causado grande impressão em Stalin, que a assistiu 15 vezes no teatro.
As próximas peças de Bulgákov não receberam uma recepção tão boa. Ivan Vasilievich (Иван Васильевич), Don Quixote (Дон Кихот) e Últimos Duas (Последние дни) foram banidas. A premier de outra, Moliėre (também conhecida como A Cabala dos Hipócritas), recebeu críticas devastadoras no Pravda, e foi tirada de circulação. Em 1928, O Apartmento de Zoika e A Ilha Púrpura foram encenadas em Moscou, sendo bem recebidas pelo público, mas mal recebidas pela crítica. Em março de 1929, o governo parou a publicação de suas peças.
Em 1932 casa-se pela terceira vez, com Elena Chilóvskaia, considerada a inspiração para o personagem Margarita em seu romance mais famoso. Durante a última década de sua vida, Bulgakov trabalha em O Mestre e Margarida, escreve peças, críticas, contos e várias traduções e adaptações para o teatro de romances, sem publicação. Convencido de que o romance poderia causar um processo contra si, Bulgákov queimou os manuscritos várias vezes, recomeçando o romance do zero.
Em 1930, Bulgákov escreveu uma carta para Stalin pedindo permissão para emigrar, já que não conseguia achar trabalho na União Soviética. Para surpresa do autor, Stalin respondeu à carta com uma ligação pessoal, em que ele perguntou se Bulgákov realmente queria deixar a URSS. Ele respondeu que não, já que um escritor russo não consegue viver longe da Rússia, mas que não via saída, já que não conseguia encenar suas peças. Stalin lhe deu permissão para continuar a trabalhar no Teatro de Arte de Moscou. Algumas de suas peças banidas foram encenadas durante os anos 30. Ele morreu em março de 1940 de uma doença hereditária dos rins e foi enterrado no cemitério Novodevitchi em Moscou.

## Publicação deO Mestre e Margaridae renascimento
Bulgákov era conhecido principalmente como um dramaturgo na União Soviética até a aparição póstuma de O Mestre e Margarida. Ele seria finalmente publicado em 1966, serializado na revista Moskva. Partes do romance foram censuradas. A primeira edição integral foi publicada na Alemanha, pela editora Possev, em uma edição em que as partes censuradas na União Soviética apareceram em cores diferentes. O romance também circulou amplamente como Samizdat.
O romance começou uma renascença de Bulgákov, com reedição de suas outras obras e uma nova apreciação do seu trabalho como escritor.
O apartamento do escritor, em Moscou, e no qual se passa parte da trama de O Mestre e Margarida virou local de culto, com numerosos casos de fãs do autor que entravam no prédio para grafitar suas frases mais famosas nas paredes. Várias frases do romance também se tornaram frases comuns no período, como "Se não há documento, não há uma pessoa", e "manuscritos não queimam". Ele se tornaria um Museu dedicado ao autor, assim como a casa onde ele cresceu em Kyiv.

## Obras
(ano de escrita, ano de publicação)
- O Apartamento de Zoika (1921, 1927)
- Os ovos fatais (1924), teatro
- A Guarda Branca (1925)
- Diabolíada ou Sataníada (1925)
- Cadernos do Jovem Médico (1926)
- Dias dos Turbin (1926)
- Escrito sobre o punho da camisa (1926), sátira
- Os Dias dos Trubins (1926), teatro
- Ilha Vermelha (1928)
- Fuga (1929), sátira
- A Cabala dos Hipócritas (1929)
- Neve escura (1936, 1967)
- Adão e Eva (1931)
- Ivan Vasilievich (1936)
- O Mestre e Margarida (1940, 1966), romance